# Cryptocnemus mortenseni
Cryptocnemus mortenseni is een krabbensoort uit de familie van de Leucosiidae. De wetenschappelijke naam van de soort is voor het eerst geldig gepubliceerd in 1909 door Rathbun.